# Schizochora elmeri
Schizochora elmeri är en svampart som beskrevs av Syd. & P. Syd. 1913. Schizochora elmeri ingår i släktet Schizochora och familjen Phyllachoraceae.   Inga underarter finns listade i Catalogue of Life.